# Erzbistum Trani-Barletta-Bisceglie
Das Erzbistum Trani-Barletta-Bisceglie (lat.: Archidioecesis Tranensis-Barolensis-Vigiliensis, ital.: Arcidiocesi di Trani-Barletta-Bisceglie) ist eine in Italien gelegene römisch-katholische Erzdiözese mit Sitz in Trani.

## Geschichte
Das Erzbistum Trani-Barletta-Bisceglie wurde im 3. Jahrhundert als Bistum Trani errichtet. Im 11. Jahrhundert wurde das Bistum Trani zum Erzbistum erhoben. Die Bistümer Andria und Bisceglie wurden dem Erzbistum Trani als Suffraganbistümer unterstellt. 1424 wurde dem Erzbistum Trani das Territorium des aufgelösten Bistums Salpi angegliedert. Das Erzbistum Trani gab 1523 Teile seines Territoriums zur Wiedererrichtung des Bistums Salpi ab. 1547 wurde das Bistum Salpi erneut aufgelöst und das Territorium wurde dem Erzbistum Trani angegliedert.
Am 27. Juni 1818 wurde dem Erzbistum Trani das Bistum Bisceglie angegliedert. Das Erzbistum Nazareth und das Bistum Canne wurden am 27. Juni 1818 durch Papst Pius VII. mit der Apostolischen Konstitution De ulteriori aufgelöst und ihr Territorium wurde dem Erzbistum Trani und Bisceglie angegliedert. Am 22. September 1828 wurde das Erzbistum Trani und Bisceglie durch Papst Leo XII. mit der Apostolischen Konstitution Multis quidem in Erzbistum Trani und Nazareth und Bisceglie umbenannt. Das Erzbistum Trani und Nazareth und Bisceglie wurde am 21. April 1860 durch Papst Pius IX. mit der Apostolischen Konstitution Imperscrutabili Dei in Erzbistum Trani und Barletta umbenannt.
Das Erzbistum Trani und Barletta verlor am 20. Oktober 1980 durch die Apostolische Konstitution Qui Beatissimo Petro den Status als Metropolitanbistum und wurde dem Erzbistum Bari als Suffraganbistum unterstellt. Am 30. September 1986 wurde das Erzbistum Trani und Barletta durch die Kongregation für die Bischöfe mit dem Dekret Instantibus votis in Erzbistum Trani-Barletta-Bisceglie umbenannt.

## Einzelnachweise

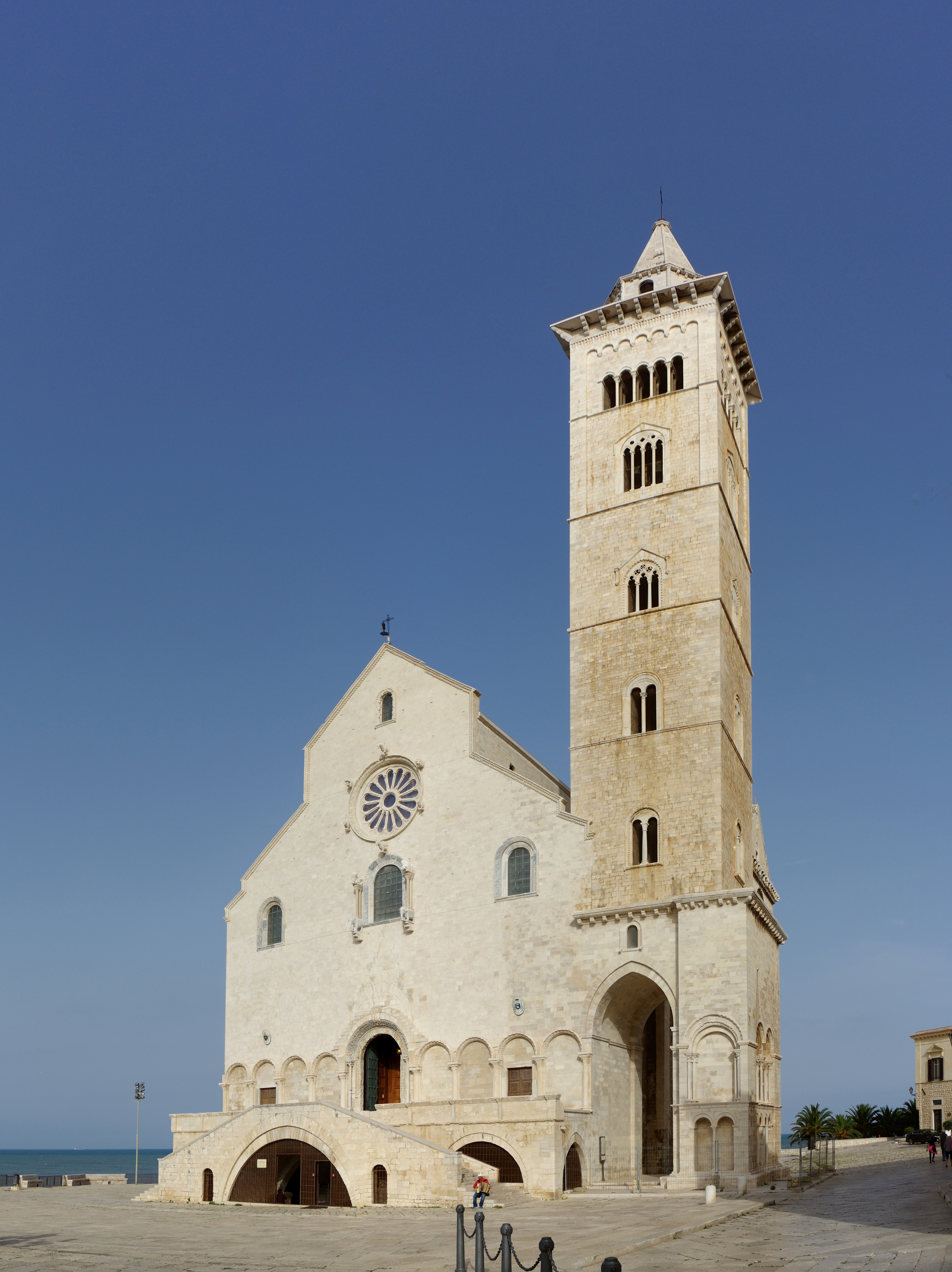
Kathedrale Santa Maria Assunta in Trani
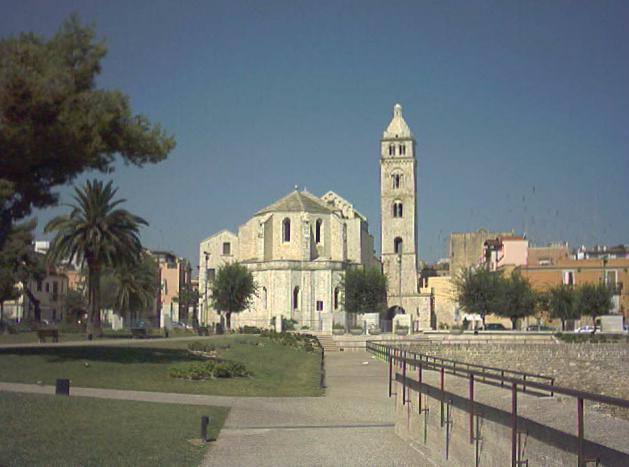
Konkathedrale Santa Maria Maggiore in Barletta
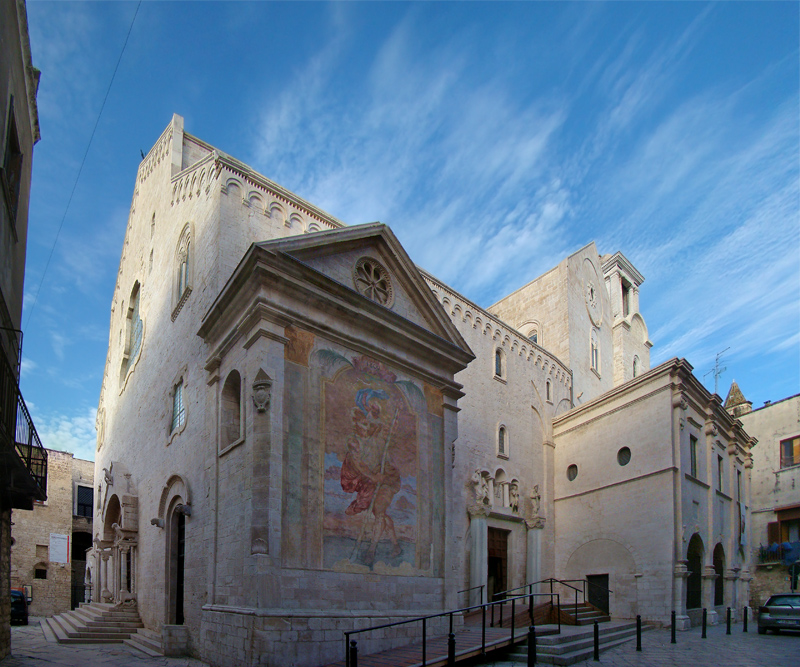
Konkathedrale San Pietro Apostolo in Bisceglie